# Liste des curés de Saint-Nicolas-du-Chardonnet
La paroisse Saint-Nicolas-du-Chardonnet, à Paris, a la particularité d'exister depuis au moins 1243 et de disposer — depuis la fin des années 1970 — de deux curés : l'affectataire du lieu de jure, curé de la paroisse Saint-Séverin-Saint-Nicolas, nommé par l'archevêque de Paris, et un autre nommé par la Fraternité sacerdotale Saint-Pie-X qui exerce son ministère de facto, de façon non légitime. Cette dernière n'ayant pas encore retrouvé « pleine communion avec l'Église », ne peut, tant que les questions doctrinales « ne seront pas résolues », avoir « de statut canonique dans l'Église » et « ses ministres ne peuvent exercer de façon légitime aucun ministère »,, selon le motu proprio Ecclesiae unitatem.
Toutefois, le pape François a validé non seulement les confessions effectuées par les prêtres de la FSSPX, mais aussi les mariages.

## Historique

### Curés de Saint-Nicolas-du-Chardonnet
La liste ci-dessus précise les noms des curés pour lesquelles les sources secondaires sont disponibles, les autres noms sont en italique
| début | Nom                          | Particularité |
| ----- | ---------------------------- | --- |
| 1260  | Bernard                      | |
| 1425  | Augustin Isembare            | |
| 1450  | Jeans de Halles              | |
| 1518  | Adam Pluyette                | |
| 1525  | Jacques du Moulin            | |
| 1539  | Louis Chalumeau              | |
| 1550  | François Jamet               | |
| 1552  | Denis Corrou                 | |
| 1558  | Armand Palloy                | |
| 1559  | Omer Tallon                  | |
| 1585  | Jean Hatton                  | |
| 1595  | Dreux Contesse               | |
|       | Michel Aubourg               | Ancien docteur régent de la faculté de théologie, principal du collège du Cardinal-Lemoine |
|       | Imbert Leprouvier            | |
| 1603  | Georges Froger               | C'est le 20 septembre 1644 que l'archevêque de Paris adjoint un séminaire à cette paroisse après que le curé, Georges Froger, eut agrandi et restauré - à ses frais - la maison attenante |
| 1646  | Hippolyte Féret              | À l'origine de la création de l'église actuelle, en 1656 ; il démissionne en 1675 |
| 1677  | Joseph Boucher               | |
| 1682  | Nicolas Cocquelin            | Théologien, chancelier de l'église et de l'université de Paris, docteur de Sorbonne, chancelier de l'église de Paris, ancien curé de Saint-Méry et censeur royal |
| 1687  | Joseph Boucher               | |
| 1708  | Pierre Ludron                | |
| 1723  | Michel Garnot                | Il a refusé de démissionner pour avoir administré un prêtre, janséniste appelant et réappelant. Il s'exila pendant 10 ans à Senlis, la cure fut administrée par les prêtres du séminaire |
| 1759  | Antoine Hilaire              | |
| 1780  | Jean-François Brunet         | |
| 1785  | Joseph-Marie Gros            | Surnommé « le nouveau saint Vincent de Paul », il refuse de prêter le serment civique dans lequel il entraîne tous les prêtres de sa paroisse, il est emprisonné en janvier 1791 à la prison des Carmes comme contre-révolutionnaire. Il a été béatifié par Pie XI parmi les « Bienheureux martyrs » des massacres de septembre 1792. |
| 1791  | Charles-Alexandre Brongniart | élu le 27 février 1791 par l'Assemblée électorale de Paris, il sera arrêté le 28 brumaire an II et guillotiné le 8 thermidor an II. Le vicaire constitutionnel présent le 31 août 1791, est: Jean-Germain Surbled (1746-1811), en provenance de l'église Saint-Gilles de Bourg-la-Reine, il sera ensuite nommé curé de Guernes dans les Yvelines, puis curé de Courdimanche (canton de Pontoise) où il meurt le 25 janvier 1811. Il était né le 28 mai 1746 |
| 1792  | —                            | L'église est supprimée, puis vendue le 3 vendémaire an VIII en enfin remise à l'archevêque de Paris le 23 fructidor an X |
| 1802  | Anne-Antoine Hure            | |
| 1810  | Philibert de Bruillard       | Il assurera un temps la direction spirituelle de Madeleine-Sophie Barat dont il fut le premier confesseur, ne se doutant sans doute pas qu'elle serait béatifiée puis canonisée quelques années plus tard. |
| 1821  | J-B Claude Bridan Renault    | |
| 1833  | Louis Heuqueville            | |
| 1867  | Victor Duby                  | |
| 1887  | Fernand Guénaud ou Guéneau   | |
| 1907  | Lenert                       | Fondateur du Mouvement des Louise de Marillac, qui fusionnera en 1969 avec la Société de Saint-Vincent-de-Paul |
| 1935  | Claude Largier               | Auteur d'ouvrages consacrés à Saint-Nicolas-du-Chardonnet (Bulletin de la Montagne Sainte Geneviève paru en octobre 1943, et ouvrage paru en 1947 aux éditions Ruckert) |